# Zygaspis kafuensis
Zygaspis kafuensis là một loài bò sát trong họ Amphisbaenidae. Loài này được Broadle miêu tả khoa học đầu tiên năm 1997.